# Fyrkat
Fyrkat semblerait être la plus vieille des anciennes forteresses circulaires viking danoises. Elle est située près de la ville de Hobro, à quelque distance de l'embouchure du Fjord Mariager, dans la partie nord du Jutland. Elle est construite sur une bande étroite de terre, délimitée par une rivière sur un côté et par des marais sur les autres. Son utilité était peut-être de contrôler les échanges sur la route principale reliant Aalborg et Aarhus. 

## Caractéristiques
Comme les autres châteaux (ou forts) à Aggersborg ou Trelleborg près de Slagelse, il a la forme d'un cercle parfait avec quatre portes. De chacune de ces portes part une route vers le centre du château. Une route circulaire donne accès au mur. Dans chacune des quatre parties délimitées par les routes se trouvaient quatre maison longues identiques, arrangées en carré, ce dernier possédant une maison plus petite en son milieu.
Le diamètre intérieur des remparts était de 120 mètres et la largeur de ceux-ci à la base était de 12-13 mètres. Ils étaient bâtis de 3 lignes de pieux en bois. La ligne intérieure de pieux était la plus basse et l'écart était comblé par des planches horizontales, ce qui avait pour effet de former un mur à l'intérieur du fort. La ligne intermédiaire arrivait au niveau de la butte en terre, et soutenait la partie intérieure du caillebotis. Le remblai intérieur était incliné, ce qui permettait d'accéder aux remparts de n'importe quel endroit depuis la route circulaire. La ligne extérieure de pieux était renforcée par des supports inclinés à sa base, à l'intérieur et à l'extérieur. Ces pieux de la ligne extérieure étaient probablement plus hauts que ceux de la ligne intermédiaire, et supportaient un parapet. L'écart entre les poteaux était comblé de planches horizontales, mais de l'extérieur il y avait également des troncs légèrement penchés, reposant sur le mur. L'espace entre les poteaux était occupé par quelque 10 000 mètres cubes de gazon. Sur le mur, il y avait un caillebotis fait de planches (soutenu par la ligne intermédiaire de pieux). Le mur extérieur passe pour avoir fait 4 mètres de haut. Le quart nord-est était protégé par un fossé avec un fond pointu d'environ 7 - 8 mètres de large et d'à peine 2 mètres de profondeur. Le fossé des côtés ouest et sud-ouest n'a été jamais fini. Les autres côtés étaient protégés par une rivière et par une zone marécageuse. Une construction à la porte ouest semblerait avoir fait office de point de passage gardé.
Les routes à l'intérieur du fort avaient pour fondations trois à cinq lignes de pieux courts enfoncés dans le sol, supportant des poutres solides, celles-ci étant disposées dans le sens des lignes de pieux. Le tout était recouvert de planches épaisses couvrant la largeur de la route. La route circulaire à l'intérieur des remparts reposait sur deux couches de poutres.

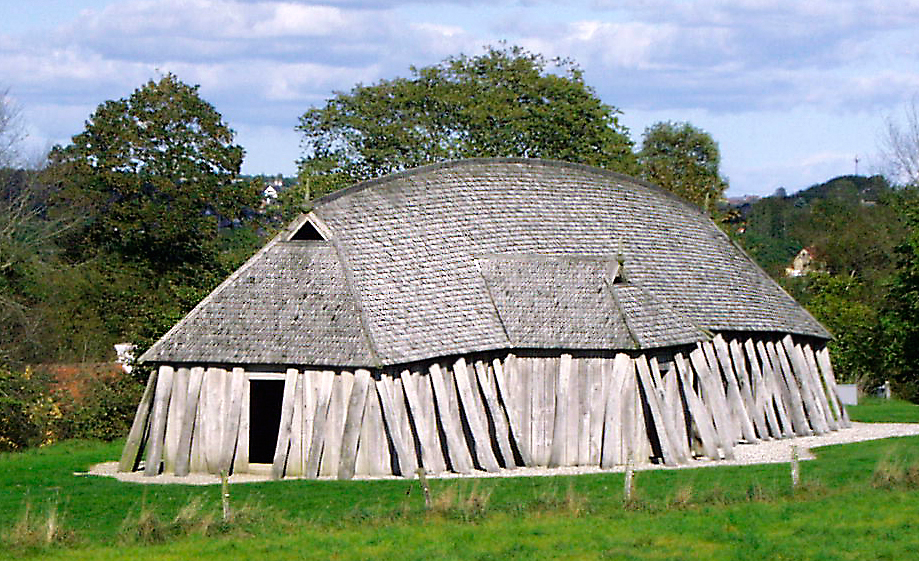
Reconstruction d'une maison Viking

Les 16 maisons longues, identiques, étaient disposées en carré dont les bords se touchaient presque. Elles avaient pour dimensions 28,5 mètres de long (96 pieds romains de 29,6 cm), 5 mètres de large aux extrémités et 7,5 mètres au milieu, les murs étant donc incurvés. Ceux-ci étaient faits de deux rangées de poteaux avec des planches coincées horizontalement entre eux. À l'extérieur courait une rangée de poteaux soit pour supporter le mur à son point le plus haut, à la manière de contreforts, soit pour supporter le toit de la maison. Les opinions divergent quant à savoir comment le toit était construit. Il pourrait avoir été fait de roseaux ou peut-être de bardeaux en bois ou même d'une construction de planches semblable aux bateaux. À l'intérieur de chaque maison, chaque extrémité comprenait une petite pièce servant probablement de pièce de stockage pour les provisions ou les outils. Les deux petites pièces avaient des portes vers l'extérieur et pouvaient être également accédées depuis la pièce principale. Près des extrémités de la grande pièce intermédiaire de 18 mètres de long se trouvait une porte disposée en diagonale, ce qui créait une sorte de porche lorsque l'on accédait à l'intérieur de la maison. On pouvait trouver un large foyer au centre de la grande pièce et également de larges bancs surélevés collés aux murs pour le repos. De toutes les maisons longues de Fyrkat, au moins deux d'entre elles étaient équipées de forges et deux autres permettaient le travail de l'or. Près du quart des maisons fouillées sembleraient avoir servi d'entrepôts.

### Comparaison avec les autres châteaux circulaires
| site                    | diamètre intérieur | largeur rempart | nb de maisons longues | longueur maison |
| ----------------------- | ------------------ | --------------- | --------------------- | --------------- |
| Aggersborg              | 240 m              | 11 m            | 48                    | 32,0 m          |
| Borgeby                 | 150 m              | 15 m            |                       |                 |
| Fyrkat                  | 120 m              | 13 m            | 16                    | 28,5 m          |
| Nonnebakken             | 120 m              |                 |                       |                 |
| Trelleborg (Slagelse)   | 136 m              | 19 m            | 16                    | 29,4 m          |
| Trelleborg (Trelleborg) | 125 m              |                 |                       |                 |

## Les fouilles
Le site a été fouillé entre 1950 et 1958 par C.G.Schultz, un architecte et inspecteur des musées. Les remparts, qui avaient subi une certaine dégradation depuis le temps ont été reconstruits, et les trous des routes et des structures ont été comblés avec du béton.
Le musée de Hobro abrite la plupart des trouvailles faites à Fyrkat. La majorité d'entre elles ont été découvertes dans le cimetière au nord-ouest du fort, la connexion entre les deux était d'ailleurs assurée par une route faite de planches de bois. La trouvaille la plus précieuse est une pièce d'orfèvrerie décorée de jolies têtes d'oiseaux. Parmi les quelque 30 tombes d'hommes, femmes et enfants, certains ont été enterrés dans des corps de char à la manière de ce qui a déjà été trouvé à Oseberg, d'autres ont été en revanche inhumés dans des cercueils. Les pauvres et les riches étaient enterrés ensemble.

## Datation

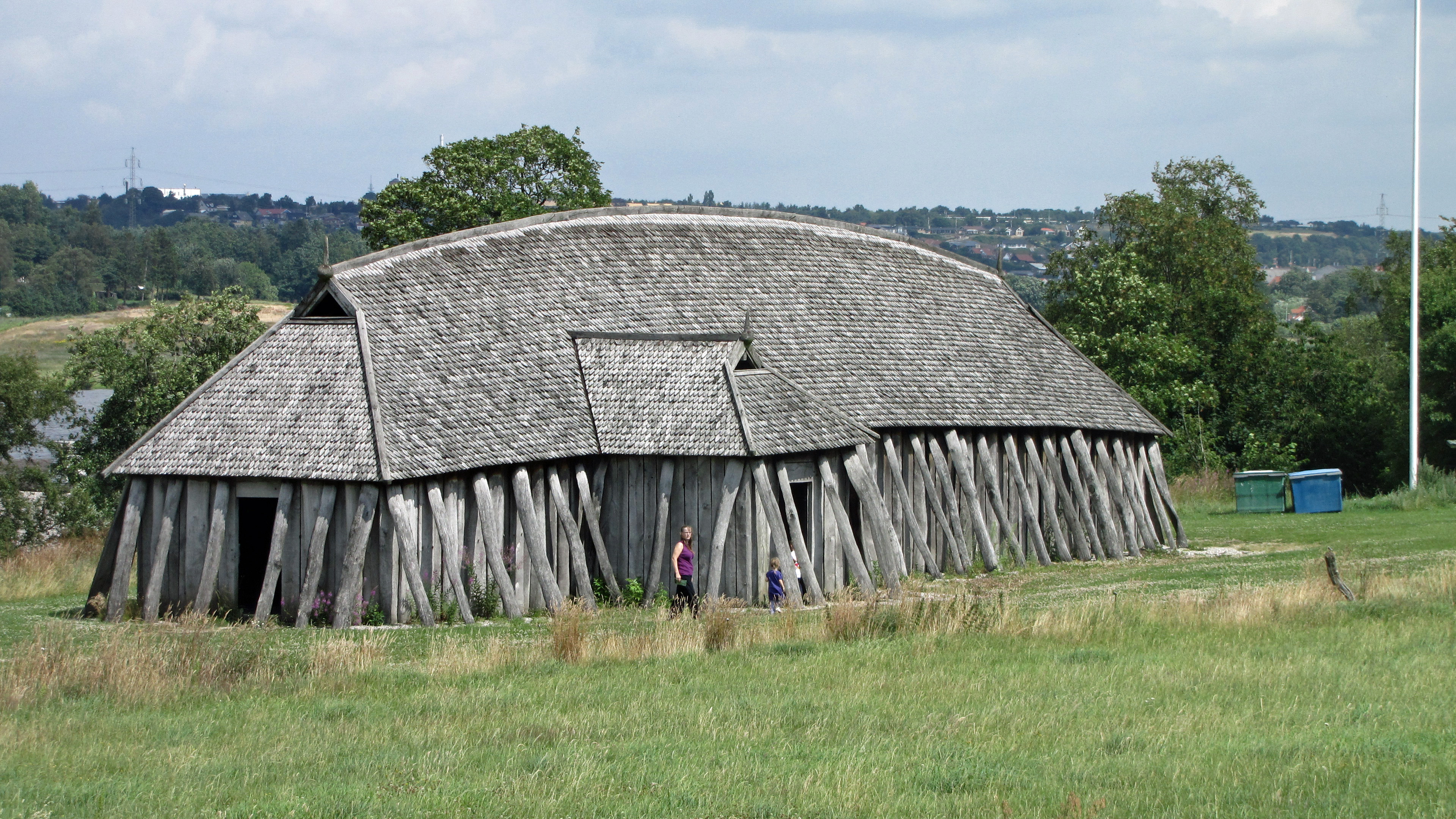
Fyrkat - langhus

Le château de Trelleborg près de Slagelse, très similaire, a été daté précisément au printemps de l'année 981 (au moyen de l'analyse dendrochronologique), Fyrkat pourrait être d'un ou deux ans plus vieux et Aggersborg sensiblement plus jeune. Il n'y a pas eu assez de découvertes faites à Nonnebakken pour permettre une datation fiable. Comme les forts semblent être vraiment similaires dans leur conception, il semble probable qu'ils aient été imaginés par une seule et même personne. Fyrkat semble n'avoir été habité tout au plus qu'une dizaine d'années, probablement moins. À l'an 1000 il semble que le fort ait été déserté et peu après brûla sans qu'aucune preuve de combat n'ait été apportée.

## À ce jour
Les remparts actuels représentent plus le volume des remparts d'origine plutôt que leur construction. Une maison longue a été reconstruite en 1985 juste à l'extérieur du fort. Il semblerait d'ailleurs que celle-ci soit plus proche de la réalité que celle reconstruite en 1948 à Trelleborg près de Slagelse.
Récemment, un "centre viking"" a été construit à un kilomètre du fort. Il regroupe une ferme avec une maison longue achevée en 1993, une forge, une grange et quelques autres bâtiments plus petits. Son but premier est d'ordre éducatif et donc de présenter un ensemble complet de l'âge viking, représentant ici une source d'approvisionnement pour le fort, bien que rien de semblable n'ait été trouvé près de Fyrkat. Les bâtiments ont été construits d'après des exemples retrouvés à Vorbasse, une petite ville dans la partie sud du Jutland.

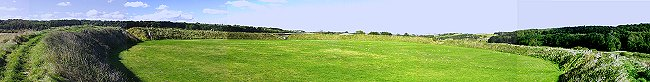
Panorama du site de Fyrkat